# 崔一彦
崔 一彦（チェ・イルオン、朝鮮語: 최일언、1961年7月27日 - ）は、日本山口県山陽小野田市出身の元プロ野球選手（投手）、指導者。右投右打。在日韓国人3世で、日本名は山本 一彦（やまもと かずひこ）。

## 経歴

### 現役時代
在日2世の両親の元で育つ。
下関商業高等学校で3年春の第51回選抜大会（1979年）にエースとして出場。3年夏の山口大会に敗れたあと、韓国の鳳凰大旗全国高校野球大会に参加する在日同胞チームから誘いがあり、夏休み期間中は初めて韓国で過ごした。
帰国後は誘いを受けていた専修大学硬式野球部のセレクションを受け、高校卒業後は専修大学に進学。3年秋には明治神宮大会で登板。2学年上に山沖之彦、1学年上に定岡徹久がいた。大学卒業後も野球を続けることを決め、複数の社会人野球チームから誘いのある中、4年秋のリーグ戦前には西濃運輸へ進路を定めていた。しかし、リーグ戦中、在日チームの監督から、1982年に発足したばかりの韓国プロ野球への誘いがかかる。崔は韓国プロ野球へ行くつもりは無かったものの、冬に再度誘いを受け、見学目的で韓国に渡ったところ、OBベアーズの球団事務所に直行させられた。そのとき一緒に韓国入りしていた洪新次（徳山新次）はOBとすぐ契約をし、「山本、俺を一人置いて帰るのか」と一晩中訴えかけられていたことから、崔も翌1984年からの選手契約を結ぶこととなった。
韓国での1年目は37試合に登板し、9勝6敗3セーブで防御率2.84、2年目は38試合に登板し、10勝14敗3セーブでリーグ5位の防御率2.43の好成績をあげる。1985年の2年目のシーズン終了後は日本でのプレーを目指し、球団に自主退団を直訴するも退けられた。3年目には19勝4敗2セーブ、勝率.826、防御率1.58の成績を挙げ、以来エースとして活躍。4年目（14勝）まで3年連続2桁勝利を記録。当時、リーグ4連覇の強豪チームだったヘテ・タイガース相手に1986年5月から1988年7月まで13連勝を記録する「ヘテ・キラー」としても名を上げた。
その後1990年にLGツインズ、1991年から1992年までサムスン（三星）・ライオンズでプレー。右肘を故障し、1992年10月に手術を受け、翌シーズンの開幕には間に合う見込だったが、古巣のOBからコーチ就任の打診を受けたことから同年限りで現役を引退。通算成績は、240試合、1115回と1/3、78勝57敗11セーブ、556奪三振、防御率2.872だった。

### 引退後
引退後は引き続き韓国に残り、1993年から2003年まで古巣OB→斗山、2004年から2005年までハンファ・イーグルス、2006年から2011年までSKワイバーンズ、2012年からNCダイノス、2019年よりLGツインズでコーチを務める。その間、1995年には、韓国で初めて先発投手を中5日で回すローテーションを導入し優勝へ貢献。
2000年には、同国内スポーツ新聞が選定するコーチ賞を受賞。2019年にも3度目となるコーチ賞を受賞した。
2019年のWBSCプレミア12では大会前に辞任した鄭珉哲の代役として韓国代表投手コーチを務めた。2020年限りでLGを退団し、翌2021年の2020年東京オリンピック野球韓国代表を最後にコーチを退任した。
2022年2月、学生野球資格回復研修受講に伴い、日本の学生への指導が可能となった。同年母校専修大学でコーチを務め、西舘昂汰にボールの握りやスピンのかけ方など基本から教えた。球速アップにつながったが、3年春は成績にはつながらなかった。きっかけは秋のリーグ戦を前にした練習試合、登板前の投球練習を見て、西舘にそこで声を出しながら投げるようにしてみたらと伝えた。崔は「投球の際におりゃーとか、しゃーとか叫ぶようになったら勝てるようになったみたい。自分の力が出せるようになったんだね」と述べ、西舘は秋は3勝を挙げ、一気にドラフト候補に躍り出た。
2023年は自身が師事していた鳥取市のスポーツ施設「ワールドウイング」で独立開業の研修を積むかたわら、同年のアジアプロ野球チャンピオンシップでは韓国代表投手コーチを務めた。2024年にはWBSCプレミア12での韓国代表投手コーチを務めた。
2025年からはサムスンの二軍監督を務めることとなり、前述の学生野球資格は2024年11月30日に喪失した。

## プレースタイル・人物
韓国人の妻と、2人の子供（一男一女）がいる。妻と息子はニューヨーク在住だが、娘は日本で暮らしている。

## 詳細情報

### 年度別投手成績
| 年 度     | 球 団     | 登 板 | 先 発 | 完 投 | 完 封 | 無 四 球 | 勝 利 | 敗 戦 | セ 丨 ブ | ホ 丨 ル ド | 勝 率 | 打 者 | 投 球 回 | 被 安 打 | 被 本 塁 打 | 与 四 球 | 敬 遠 | 与 死 球 | 奪 三 振 | 暴 投 | ボ 丨 ク | 失 点 | 自 責 点 | 防 御 率 | W H I P |
| --------- | --------- | ----- | ----- | ----- | ----- | -------- | ----- | ----- | -------- | ----------- | ----- | ----- | -------- | -------- | ----------- | -------- | ----- | -------- | -------- | ----- | -------- | ----- | -------- | -------- | ------- |
| 1984      | OB        | 37    | 18    | 2     | 0     | 0        | 9     | 6     | 3        | --          | .600  | 695   | 167.2    | 145      | 6           | 65       | 3     | 8        | 86       | 0     | 0        | 60    | 53       | 2.84     | 1.25    |
| 1985      | OB        | 38    | 9     | 2     | 0     | 0        | 10    | 14    | 3        | --          | .417  | 610   | 144.2    | 119      | 4           | 75       | 3     | 5        | 88       | 0     | 0        | 57    | 39       | 2.43     | 1.34    |
| 1986      | OB        | 33    | 23    | 12    | 6     | 0        | 19    | 4     | 2        | --          | .826  | 881   | 221.2    | 140      | 2           | 101      | 3     | 6        | 101      | 0     | 0        | 49    | 39       | 1.58     | 1.09    |
| 1987      | OB        | 24    | 19    | 9     | 2     | 0        | 14    | 8     | 1        | --          | .636  | 639   | 154.2    | 129      | 4           | 70       | 0     | 6        | 70       | 0     | 0        | 52    | 44       | 2.56     | 1.29    |
| 1988      | OB        | 20    | 13    | 2     | 0     | 0        | 6     | 4     | 0        | --          | .600  | 485   | 115.2    | 100      | 0           | 48       | 0     | 5        | 50       | 0     | 0        | 33    | 28       | 2.18     | 1.28    |
| 1989      | OB        | 28    | 22    | 3     | 1     | 0        | 7     | 12    | 2        | --          | .368  | 591   | 136.1    | 132      | 4           | 81       | 2     | 3        | 62       | 0     | 0        | 75    | 65       | 4.29     | 1.56    |
| 1990      | LG        | 15    | 10    | 1     | 0     | 0        | 3     | 2     | 0        | --          | .600  | 223   | 48.2     | 49       | 6           | 33       | 2     | 3        | 24       | 0     | 0        | 26    | 25       | 4.62     | 1.68    |
| 1991      | サムスン  | 32    | 9     | 0     | 0     | 0        | 9     | 6     | 0        | --          | .600  | 423   | 96.2     | 100      | 4           | 53       | 3     | 3        | 56       | 0     | 0        | 54    | 48       | 4.47     | 1.58    |
| 1992      | サムスン  | 13    | 1     | 0     | 0     | 0        | 1     | 1     | 0        | --          | .500  | 126   | 29.1     | 28       | 4           | 15       | 1     | 1        | 19       | 0     | 0        | 16    | 15       | 4.60     | 1.47    |
| 通算：9年 | 通算：9年 | 240   | 124   | 31    | 9     | 0        | 78    | 57    | 11       | --          | .578  | 4673  | 1115.1   | 942      | 34          | 541      | 17    | 40       | 556      | 0     | 0        | 422   | 356      | 2.87     | 1.33    |

- 各年度の太字はリーグ最高

### 背番号
- 24 （1984年 - 1989年）
- 34 （1990年）
- 11 （1991年）
- 27 （1992年）
- 78 （1993年 - 2003年、2012年 - 2018年）
- 77 （2004年 - 2011年）
- 71 （2019年 - 2020年）